# Jörg Dießner
Jörg Dießner (Meißen, RDA, 27 de febrero de 1977) es un deportista alemán que compitió en remo. Es hijo del remero Walter Dießner.
Ganó seis medallas en el Campeonato Mundial de Remo entre los años 1998 y 2007. Participó en dos Juegos Olímpicos de Verano, en los años 2000 y 2004, ocupando el cuarto lugar en Atenas 2004, en la prueba de ocho con timonel.

## Palmarés internacional
| Campeonato Mundial | Campeonato Mundial      | Campeonato Mundial | Campeonato Mundial |
| Año                | Lugar                   | Medalla            | Prueba             |
| ------------------ | ----------------------- | ------------------ | ------------------ |
| 1998               | Colonia (Alemania)      | Medalla de plata   | Ocho con timonel   |
| 1999               | St. Catharines (Canadá) | Medalla de plata   | Dos con timonel    |
| 2001               | Lucerna (Suiza)         | Medalla de bronce  | Ocho con timonel   |
| 2002               | Sevilla (España)        | Medalla de plata   | Ocho con timonel   |
| 2006               | Eton (Reino Unido)      | Medalla de oro     | Ocho con timonel   |
| 2007               | Múnich (Alemania)       | Medalla de plata   | Ocho con timonel   |